# Emrah Tuncer
Emrah Tuncer (født 26. august 1978) er en dansk kommunalpolitiker i Holbæk Kommune. Han har siddet i Holbæk Byråd siden 2010 for Radikale Venstre.
Emrah Tuncer er uddannet skolelærer fra Holbæk Seminarium i 2001.
Efter kommunalvalget i 2009 blev han formand for byrådets kultur- og fritidsudvalg. En post, som han fastholdt efter kommunalvalget i 2013, hvor han fik 1293 personlige stemmer, hvilket var fjerdeflest personlige stemmer ved valget i Holbæk Kommune. Ved kommunalvalget i 2017 fik han 1801 personlige stemmer hvilket igen var fjerdeflest i kommunen. Ved valget i 2021 var stemmetallet faldet til 502 personlige stemmer, hvilket var femteflest i kommunen.
Emrah Tuncer var vikar for Zenia Stampe i Folketinget fra 1. januar 2016 til 1. april 2016, da hun var på barsel. Her fungerede han som Radikale Venstres kultur-, medie- og EU-ordfører.
Emrah Tuncer arbejder til dagligt som forstander på det socialpædagogiske opholdssted Novus Vita.